# 효소공학
효소공학(酵素工學, 영어: enzyme engineering)은 효소의 산업적 응용(유용한 물질의 생산, 에너지 관련 물질의 생산, 분석, 환경보전인공장기 등의 새로운 의료에 대한 응용)을 목적으로 하는 공학이다. 좁은 뜻으로는 효소의 대량 분리 및 정제, 효소의 고정화 나 화학적, 생화학적 수식에 의한 안정화 등 성능의 개선, 효소 반응기, 특히 고정화 효소를 고정상 또는 유동상 촉매로 하는 반응기의 설계와 운전의 최적화, 반응물과 생성물의 분리, 순화를 공학적으로 연구하여 실지 응용으로 유도하는 학문을 말한다. 넓은 뜻으로는 대상을 미생물균체(열이나 계면활성제 처리를 한균체, 휴지균체, 증식균체) 식물세포, 동물세포, 세포소기관, 효소 기능을 모방한 인공 촉매의 촉매 기능의 이용을 포함하여 또한 유전공학, 세포공학 등의 용법에 의한 신규적인 생체촉매(미생물균체, 동물세포, 식물세포, 효소)의 취득과 응용을 위한 과학과 기술도 포함하는 것으로 해석하고 있다.

## 효소의 정의
효소는 살아있는 세포에 존재하는 복잡한 유기 분자로서 물질의 화학적 변화를 유발하는 촉매로 작용한다. 생화학의 발달로 다양한 효소들과 그 작용 방식에 대한 이해가 더욱 심화되어 왔다. 효소 없이는 생명이 존재할 수 없다. 효소는 살아있는 세포에서만 만들어지나, 많은 경우 세포로부터 분리되어 시험관 상태에서도 기능을 계속할 수 있다.

## 같이 보기
- 효소